# Kirsty Yallop
Kirsty Yallop (ur. 4 listopada 1986 w Auckland) – nowozelandzka piłkarka grająca na pozycji pomocnika, zawodniczka Vittsjö GIK i reprezentacji Nowej Zelandii, w której zadebiutowała 10 października 2004 w meczu przeciwko Stanom Zjednoczonym. Uczestniczka XXIX Igrzysk Olimpijskich w Pekinie w 2008 (zdobywczyni bramki w meczu z Japonią).